# Legally Blind
Legally Blind est une série télévisée philippine diffusée entre le 20 février et le 30 juin 2017 sur GMA Network.

## Synopsis
Grace est sur le point de réaliser son rêve de devenir avocate. Le jour de la célébration des résultats de son examen du barreau, elle sera violée et aboutira à un accident entraînant la cécité.

## Distribution

### Acteurs principaux
- Janine Gutierrez : Grace Reyes Evangelista-Villareal
- Mikael Daez : Edward Villareal
- Lauren Young : Charie Reyes Evangelista
- Marc Abaya : William Villareal
- Rodjun Cruz : Joel Apostol

### Acteurs secondaires
- Chanda Romero : Marissa Reyes-Evangelista
- Therese Malvar : Nina Reyes Evangelista
- Lucho Ayala : John Castillo
- Ashley Rivera : Diana Perez
- Camille Torres : Elizabeth Guevarra Anton Villareal

## Diffusion
- GMA Network (2017)
- GMA Pinoy TV (2017)
- Oromar Televisión
- 31 Kanal
- TV3